# 毎田周一
毎田 周一（まいだ しゅういち、1906年〈明治39年〉9月22日 - 1967年〈昭和42年〉2月27日）は、日本の仏教思想家、詩人。金沢市出身。第四高等学校を経て、1929年京都帝国大学文学部哲学科卒業。1937年長野県師範学校教諭、1942年石川県師範学校教諭。
暁烏敏に師事し、西田幾太郎に学ぶ。雑誌『真』、『大雪山』を主宰。仏教の教えを日常の言葉で語り、多くの解説書や詩を残した。没後「毎田周一全集」が纏められた。